# Пахомій (Кедров)
Архієпископ Пахо́мій (у миру Петро Петрович Кедров; 30 липня 1876, Яранськ, Вятська губернія - 11 грудня 1937, Котельнич, Кіровська область) — єпископ Російської православної церкви, архієпископ Чернігівський.

## Біографія
Народився у сім'ї священика. Мати - Єлизавета. Брати - Полікарп (у чернецтві Аверкій; 1879 - 1937), Михайло (у чернецтві Михайло - єпископ Вроцлавський; 1883-1951), Іван, Олександр, Миколай. Сестри - Зінаїда, Віра.
Закінчив Яранське духовне училище, Вятську духовну семінарію (1896), Казанську духовну академію зі ступенем кандидата богослов'я (1900; тема кандидатської роботи: «Біблійні основи християнського аскетизму»). В академії навчався разом із майбутнім архієпископом Феодором (Поздєєвським).
З 1896 года пономар в Михаило-Архангельському храмі Казанської духовної академії.

6 грудня 1898 був пострижений в чернецтво, з грудня 1898 - ієродиякон, з 22 листопада 1899 - ієромонах. З молодості вирізнявся чернечим настроєм, часто молився ночами. З однією з таких молитов пов'язана історія, яка в спогадах, що збереглися, описана у двох варіантах. Відповідно до першої, «містичної», яка міститься в його біографії з книги митрополита Мануїла (Лемешевського), під час молитви

несподівано він почув якийсь голос, що вихваляє його досконалість духовну і наказує підійти до свічки, що горить, і обпалити собі око. Не зрозумівши підступи спокусника, він підійшов до свічки і підставив ліве око. Полум'я свічки настільки обпалило його, що він втратив зір на це око. Так він лишився з одним оком. Гіркий досвід принади навчив його обережності у справах Божих.

Існує й інший, «раціоналістичний» варіант цієї історії. За даними архімандрита Спиридона (Лукича), таємничий голос належав семінаристу, який викликав пожартувати з товаришем-подвижником і сховався за великим розп'яттям у кутку, перед яким той завжди молився. Згідно з цією версією, майбутній архієпископ не втратив очей, а відбувся лише шрамом.
З 1900 - помічник наглядача Липецького духовного училища.
З 1903 - наглядач Кременецького духовного училища.
З 1904 - завідувач Волинської Свято-Федорівської церковної вчительської школи при Дерманському Свято-Троїцькому монастирі.
З 1905 - архімандрит.
З 1906 - настоятель Дерманського Свято-Троїцького монастиря. Одночасно продовжував завідувати церковною учительською школою.

### Архієрей
З 30 серпня 1911 - єпископ Новгород-Сіверський, вікарій Чернігівської єпархії, завідувач чернігівським Успенським Єлецьким монастирем.
Нагороджений орденом Святого Володимира ІІІ ступеня (1914).
З 17 вересня 1916 - єпископ Стародубський, перший вікарій Чернігівської єпархії. Найближчий співробітник архієпископа Василя (Богоявленського).
З травня 1917 року єпископ Чернігівський і Ніжинський, обраний єпархіальним з'їздом духовенства та мирян після усунення з посади монархічно налаштованого архієпископа Василя.
Член Помісного собору Православної Російської церкви 1917-1918, брав участь у 1-2-й сесіях, заступник голови VII, член I, II, XIX відділів. У 1918 році товариш голови та член президії Всеукраїнського православного церковного собору.
У 1921 році на кілька днів був заарештований як заручник. У жовтні 1922 року знову заарештований та висланий на три роки за межі Чернігівської губернії.
Якийсь час жив у Передмістовій слобідці, що знаходиться на лівому березі Дніпра, навпроти Києва (нині в межах Києва), на самому кордоні між Київською та Чернігівською єпархіями. У цьому місці архієпископу Пахомію було зручно підтримувати зв'язок із митрополитом Михайлом (Єрмаковим) та київськими вікарними єпископами, а також керувати своєю єпархією. Але влада дізналася про місцезнаходження владики Пахомія і, ймовірно, змусили його виїхати звідси.
Якийсь час жив у Москві у свого однокурсника архієпископа Феодора (Поздєєвського), який був настоятелем Свято-Данилова монастиря. З 29 листопада 1923 - архієпископ.
За спогадами сучасників, мав феноменальну пам'ять. Декламував на згадку всю поему Олександра Блоку «Дванадцять» (що свідчить також і його інтерес до мирської поезії). Згідно з іншими спогадами, «з чистою християнською душею – безсрібник, який віддасть останню сорочку. Рідкісний тип християнина, який не чекає прохання, а сам пропонує те, що в нього є».
30 листопада 1925 року заарештований у Москві разом з іншими прихильниками патріаршого місцеблюстителя митрополита Петра (Полянського). В 1926 висланий на три роки в автономну область Комі (Зирян), служив і проповідував у храмі Різдва Христового села Дерев'янськ.
У 1928 повернувся до Чернігова, де відтворив єпархіальне управління і був пострижений у схиму. Критикував діяльність заступника патріаршого місцеблюстителя митрополита Сергія (Страгородського).
16 жовтня 1930 був заарештований і «як ворог революції та радянської влади» засуджений до шести років позбавлення волі. Термін відбував у Соловецькому таборі особливого призначення, у 1931 році працював на будівництві Біломорканалу у таборі «Май-Губа», 1932-го утримувався в інвалідному таборі в Куземі.
1936 року повернувся до Яранська, де жив у будинку брата, священика Миколи Кедрова. Був тяжко хворий; травма, отримана під час навчання, сприяла розвитку паралічу лиця. Після смерті брата був поміщений у Котельницьку психіатричну лікарню, де й помер 11 листопада 1937 року.
Могила владики Пахомія у місті Котельничі почиталася віруючими, з неї брали землю для зцілення.
У 1981 році прославлений у лику новомучеників Російською православною церквою закордоном.
Мощі нині спочивають у Микільському соборі Котельнича.